# YOSHI
YOSHI（2003年2月26日—2022年11月5日），原名佐佐木嘉纯（日语：／ Sasaki Yoshizumi），是日本一名创作歌手、模特儿和演员。隶属经纪公司为，所属唱片公司则是日本环球唱片公司旗下的维京音乐。

## 个人简历
YOSHI于2003年2月26日出生在日本广岛县的尾道市，他由单亲妈妈佐佐木直美（佐々木直美）抚养长大；他的生父是香港人张国祥。以作为兴趣而喜好上的迷你四驱车为契机，被亲近大人所穿着的山本耀司及瑞克欧文斯（Rick Owens）所吸引，因而对时尚产生浓厚兴趣。曾经和母亲在池袋Right-On百货逛街的时候索要购买MA-1，但遭到了母亲以“在这个年纪穿昂贵的夹克是不可能的”为由的拒绝。可也因为如此，YOSHI对于材料和艺术的兴趣被激发出来，他的脑海里开始出现诸如“衣服是如何制作的？”或“时尚和音乐是如何随时间发生变化的？”等这样的问题。
2016年，当时13岁的YOSHI参加了“Off-White南青山”的开幕仪式。他将一条腰带佩戴在脖子上，而他这种出格的穿戴方式得到了时尚设计师维吉尔·阿布洛的青睐。维吉尔·阿布洛在Instagram上发布了一张YOSHI的照片，并称赞“你佩戴腰带的方式很有趣”，这让YOSHI当天的Instagram粉丝数量暴增。
随着YOSHI的声名大噪，许多经纪公司开始和他接触。但是他得到的回复大多是“想当演员就专注演戏，而想当歌手就专注唱歌”。虽然没有相关法律去禁止，但他认为这样束缚自己没有必要，就说“这样就没有意义了”。 而就在这样的情况下，最后与YOSHI签署经纪合约的STARBASE给出的答复却是“能做的事就百分百投入进去”，这得到了YOSHI的肯定。
2022年11月5日凌晨零时左右，YOSHI驾驶着大型摩托车在神奈川县川崎市多摩区二丁目的神奈川县道交叉处与一辆卡车相撞。随后他被紧急送往东京都的医院急救，但仍于当日凌晨2点17分被宣布死亡，得年仅19岁。 根据YOSHI亲属的意愿，YOSHI的葬礼告别式在户田葬祭场举行，现场只有至亲、Yoshiki等人参与。

### 音乐能力
在其歌曲制作过程中，YOSHI会和他的音乐制作人Matt Cab及其他音轨制作人一起进入录音室参与音轨制作，同时他还会参与歌曲制作会议。此外，他会通过他的哼唱提供旋律创作灵感，并且也会就歌词主题及声音方向提出自己的意见。

## 职业履历
- 2019年
  - 5月15日，YOSHI在日本环球唱片旗下的维京音乐发行了他的出道（日语：メジャー・デビュー (音楽家)）数字音乐专辑。[8]
  - 9月6日，首次出演由东京剧场（日语：東京テアトル）参与发行的电影《笨蛋太郎（日语：タロウのバカ）》，并首次担任主演而饰演主角太郎。[9] 同日，YOSHI发行了他的首张数字单曲。这张单曲采样了山下达郎的第6张单曲的主打歌《RIDE ON TIME（日语：RIDE ON TIME (山下達郎の曲)）》。[10]

- 2020年
  - 1月17日，第2张数字单曲发行；这首单曲翻唱自弗兰克·辛纳特拉的《My Way》。歌曲被大冢制药选为CalorieMate的广告歌（英语：Music in advertising），同时YOSHI也参演了这支广告。[11]
  - 3月20日，第3张数字单曲发行，这是YOSHI首次参与作词的音乐作品。单曲被松下选为“RZ-S50W”无线抗噪耳机的广告歌，YOSHI亦有出演。[1][12]

- 2021年
  - 11月1日，YOSHI参加了由X JAPAN队长Yoshiki主持并参与制作且在日本电视网《SUKKIRI!!（日语：スッキリ (テレビ番組)）》和视频网站Hulu同步联播的音乐节目。YOSHI在节目里被Yoshiki选为乐队主唱。[13]

## 音乐作品

### 数字单曲
|   | 单曲名 | 发行日期      | 发行规格     | 备注                              |
| - | ------ | ------------- | ------------ | --------------------------------- |
| 1 |        | 2019年9月6日  | 数字音乐下载 |                                   |
| 2 |        | 2020年1月17日 | 数字音乐下载 | 大冢制药“CalorieMate”的广告歌。   |
| 3 |        | 2020年3月20日 | 数字音乐下载 | 松下无线抗噪耳机“RZ-S50W”广告歌。 |
|   |        | 2020年8月28日 | 数字音乐下载 |                                   |
|   |        |               | 数字音乐下载 |                                   |

### 数字专辑
|   | 专辑名 | 发行日期      | 发行规格     |
| - | ------ | ------------- | ------------ |
| 1 |        | 2019年5月15日 | 数字音乐下载 |
| 2 |        | 2021年6月25日 | 数字音乐下载 |

## 影视作品

### 电影
| 电影名       | 公映日期     | 导演     | 发行公司 | 饰演角色 |
| ------------ | ------------ | -------- | -------- | -------- |
| 《笨蛋太郎》 | 2019年9月6日 | 大森立嗣 | 东京剧场 | 太郎     |

### 广告
- 大冢制药“CalorieMate”
- 松下无线抗噪耳机“RZ-S50W”

### 网络剧
| 电视剧名               | 首播日期              | 播出平台 | 饰演角色 |
| ---------------------- | --------------------- | -------- | -------- |
| 《只有我是17岁的世界》 | 2020年2月20日－4月2日 | AbemaTV  | 神藤直辉 |

### 脚注
1. ↑  车祸发生于神奈川县，但随后送往东京都医院急救并最后在这里宣布死亡。

### 出典
1. 1 2 3 4  清本千尋. . Natalie. 2020-03-23  [2022-11-22]. （原始内容存档于2022-11-22）.
2. 1 2 3 4  Natsumi. K. . SPICE. eplus inc. 2019-11-25  [2022-11-22]. （原始内容存档于2022-11-22）.
3. 1 2  . BARKS. 2020-03-20  [2022-11-22]. （原始内容存档于2022-11-22）.
4. ↑  原晟也; 足立優心. . 朝日新闻. 2022-11-05  [2022-11-22]. （原始内容存档于2023-01-17）.
5. ↑  . 日刊体育. 2022-11-06  [2022-11-22]. （原始内容存档于2022-11-17）.
6. ↑  . 体育日本. 2022-11-06  [2022-11-22]. （原始内容存档于2022-11-17）.
7. ↑  . Oricon. 2022-11-14  [2022-11-22]. （原始内容存档于2022-11-22）.
8. ↑  . Natalie. 2019-05-15  [2022-11-22]. （原始内容存档于2022-12-08）.
9. ↑  . Natalie. 2018-10-02  [2022-11-22]. （原始内容存档于2022-11-22）.
10. ↑  . Natalie. 2019-08-16  [2022-11-22]. （原始内容存档于2022-11-22）.
11. ↑  . BARKS. 2019-11-21  [2022-11-22]. （原始内容存档于2022-11-22）.
12. ↑  . Natalie. 2020-03-19  [2022-11-22]. （原始内容存档于2022-11-22）.
13. ↑  . BARKS. 2022-11-01  [2022-11-22]. （原始内容存档于2022-12-02）.
14. ↑  . 映画.com（日语：映画.com）.   [2022-11-22]. （原始内容存档于2022-11-22）.

## 外部连接
| - YOSHI的X（前Twitter） - YOSHI的Instagram帳戶 - YouTube上的YOSHI頻道 | - YOSHI （页面存档备份，存于）在STARBASE上（英文） - YOSHI （页面存档备份，存于）在日本环球音乐上（日語） - YOSHI在豆瓣上的资料（简体中文） |